# 899
Évszázadok: 8. század – 9. század – 10. század
Évtizedek: 840-es évek – 850-es évek – 860-as évek – 870-es évek – 880-as évek – 890-es évek – 900-as évek – 910-es évek – 920-as évek – 930-as évek – 940-es évek
Évek: 894 – 895  – 896 – 897 –  898 – 899 – 900 – 901 – 902 – 903 – 904

## Események

### Európa
- Az előző évben kötött egyezségnek megfelelően a Kárpát-medence keleti felét elfoglaló magyarok mintegy ötezres sereget küldenek Észak-Itáliába, Arnulf keleti frank király riválisa, Berengár itáliai király zaklatására (ez az első "kalandozó" hadjárat a honfoglalás kezdete óta). A Dunántúlon a frankok átengedik őket, majd Itáliába érkezve szétszélednek és végigdúlják a kolostorokat, falvakat és kisvárosokat egészen Paviáig.
- Berengár nagy, kb. 15 ezres sereggel üldözőbe veszi a magyarokat, akik látszólag menekülnek előle és szabad elvonulásért cserébe felajánlják a zsákmány visszaadását. A király ezt visszautasítja és meggyőződve az ellenség gyengeségéről, óvatlanul tovább űzi őket. Szeptember 24-én a magyarok meglepetésszerűen megtámadják Berengárnak a Brenta folyó mentén felütött táborát és a teljesen meglepett itáliaiak körében nagy vérfürdőt rendeznek, a sereg nagy része odavész. Maga Berengár is csak úgy tud elmenekülni, hogy egy katonájával ruhát cserél. A magyarok ezt követően ellenállás nélkül fosztogatnak egész Észak-Itáliában, egészen Vercelliig jutnak, ahol elfogják és megölik a kincstárával menekülni próbáló püspököt, Liutwardot (a Frank Birodalom korábbi kancellárját).
- Decemberben kb. 50 éves korában meghal a súlyos beteg Arnulf király. Utóda 6 éves fia, Gyermek Lajos, aki helyett Hatto mainzi érsek kormányoz régensként.
- Arnulf halála után törvénytelen fia, Zwentibold lotharingiai király kinyilvánítja függetlenségét.
- 28 évnyi uralkodás után meghal Nagy Alfréd angolszász király. Utóda legidősebb fia, I. Eduárd. Unokatestvére, Æthelwold (Alfréd bátyjának, I. Æthelrednek a fia) fellázad ellene, de mivel kap elegendő támogatást, a vikingek által elfoglalt Northumbriába menekül, ahol elfogadják őt királyuknak.

### Abbászida Kalifátus
- A síita karámita Abu Szaid al-Dzsannábí elfoglalja Bahreint és ott független vallási államot alapít.

## Születések
- Al-Káhir, abbászida kalifa

## Halálozások
- október 26. – Nagy Alfréd, angolszász király
- december 8. – Arnulf, keleti frank király
- Sztülianosz Zautzész, Bölcs Leó bizánci császár apósa és főminisztere
- Zóé Zautzaina, Bölcs Leó felesége

## Fordítás
- Ez a szócikk részben vagy egészben  a(z)   899 című angol Wikipédia-szócikk ezen változatának fordításán alapul.  Az eredeti cikk szerkesztőit annak laptörténete sorolja fel. Ez a jelzés csupán a megfogalmazás eredetét és a szerzői jogokat jelzi, nem szolgál a cikkben szereplő információk forrásmegjelöléseként.